# زمین‌لرزه سپتامبر ۱۹۷۹ اندونزی
زمین‌لرزه اندونزی  در تاریخ ۱۲ سپتامبر ۱۹۷۹ میلادی، برابر با ‎۲۱ شهریور ۱۳۵۸، ساعت ۵:۱۷:۵۱ به زمان یوتی‌سی در اندونزی رخ داد. ژرفای این زلزله ۲۰٫۴ کیلومتر بود، و بزرگی آن ۷٫۵ در مقیاس Mw اعلام شده‌است. زمین‌لرزه به وقت محلی در روز چهارشنبه، ساعت ۱۴ روی داده و منطقه زمانی آن یوتی‌سی +۹ بوده‌است .
سازمان زمین‌شناسی آمریکا نیز رومرکز این زمین‌لرزه را در مختصات ۱°۴۰′۴۴″جنوبی ۱۳۶°۰۲′۲۴″شرقی / ۱٫۶۷۹°جنوبی ۱۳۶٫۰۴°شرقی و ژرفای آن را در ۵ کیلومتر گزارش کرده‌است. بزرگی برگزیدهٔ این سازمان از میان بزرگیهای محاسبه‌شدهٔ مختلف ۷٫۹ در مقیاس Ms بوده و از دید اثر، در میان چهار دسته‌بندی «نامحسوس»، «محسوس»، «زیان‌آور» یا «با تلفات»، زلزله را «با تلفات» اعلام کرده‌است.سونامی نیز در این زلزله گزارش شده‌است.
پروژهٔ «تنسور گشتاور مرکزوار» زاویه‌های (راستا، شیب، ریک) گسل سازندهٔ زمین‌لرزه و صفحه عمود بر آن را (°۱۰۰، °۷۱، °۵) یا (°۸، °۸۵، °۱۶۱) و نوع گسل را «امتدادلغز» فرارسانده‌است.
شمار کشتگان زلزله حدود ۱۵ نفر بوده‌است.تعداد زخمیان ۵ نفر برآورده شده‌است.